# Helloween (album)
Helloween è il sedicesimo album in studio dell'eponimo gruppo musicale tedesco, pubblicato il 18 giugno 2021 dalla Nuclear Blast.
Si tratta del primo disco che vede la formazione estesa a 7 elementi, con il ritorno del membro fondatore Kai Hansen alle chitarre e alla voce e Michael Kiske alla voce, in aggiunta alla formazione di cinque membri attiva dal 2005.
Helloween è il primo album con Hansen dai tempi del suo abbandono nel 1988 con Keeper of the Seven Keys: Part II e il primo con Kiske dai tempi di Chameleon nel 1993.
Pubblicato sei anni dopo il suo predecessore My God-Given Right (è a tutt'oggi il divario più lungo tra due album della band), il disco è anche il primo a presentare ben tre cantanti: Kiske e Andi Deris infatti si dividono gran parte del lavoro, mentre Kai Hansen sebbene compaia sporadicamente come voce solista è accreditato come terzo cantante.

## Tracce

### Helloween
1. Out for the Glory (Kiske, Hansen) – 7:18 (Michael Weikath)
2. Fear of the Fallen (Deris, Kiske) – 5:38 (Andi Deris)
3. Best Time (Kiske, Deris, Hansen) – 3:35 (Sascha Gerstner, Deris)
4. Mass Pollution (Deris) – 4:14 (Deris)
5. Angels (Kiske, Deris) – 4:42 (Gerstner)
6. Rise Without Chains (Deris, Kiske) – 4:56 (Deris)
7. Indestructible (Kiske, Deris, Hansen) – 4:42 (Markus Großkopf)
8. Robot King (Deris, Kiske) – 7:07 (Weikath)
9. Cyanide (Deris) – 3:29 (Deris)
10. Down in the Dumps (Kiske, Deris, Hansen) – 6:01 (Weikath)
11. Orbit (strumentale) – 1:04 (Kai Hansen)
12. Skyfall (Kiske, Deris, Hansen) – 12:11 (Hansen)

Durata totale: 64:57

### Tracce bonus nell'edizione estesa
1. Kiske – Golden Times – 4:47 (Gerstner)
2. Deris – Save My Hide – 3:11 (Deris)
3. Kiske, Deris, Hansen – Pumpkins United – 6:21 (Hansen, Weikath, Deris)
4. Hansen, Deris – We Are Real – 4:24 (Grosskopf)

## Formazione
- Andi Deris – voce
- Michael Kiske – voce
- Kai Hansen – chitarra, voce
- Michael Weikath – chitarra
- Sascha Gerstner – chitarra
- Markus Großkopf – basso
- Daniel Loeble – batteria

## Classifiche

### Classifiche settimanali
| Classifica (2021) | Posizione massima |
| ----------------- | ----------------- |
| Austria           | 3                 |
| Belgio (Fiandre)  | 11                |
| Belgio (Vallonia) | 5                 |
| Croazia           | 16                |
| Finlandia         | 2                 |
| Francia           | 15                |
| Giappone          | 6                 |
| Polonia           | 13                |
| Portogallo        | 5                 |
| Spagna            | 1                 |
| Svizzera          | 2                 |
| Ungheria          | 17                |

### Classifiche di fine anno
| Classifica (2021) | Posizione |
| ----------------- | --------- |
| Germania          | 35        |
| Svizzera          | 91        |